# Urška Žolnir
Urška Žolnir (Celje, 9 ottobre 1981) è una judoka slovena, vincitore della medaglia d'oro nella categoria 63 kg ai Giochi olimpici del 2012 di Londra e del bronzo ai Giochi di Atene.

## Palmarès
- Giochi olimpici estivi

2004 - Atene: bronzo nei 63 kg.
2012 - Londra: oro nei 63 kg.
- Campionati mondiali di judo

2005 - Il Cairo: bronzo nella categoria fino a 63 kg.
2011 - Parigi: bronzo nella categoria fino a 63 kg.
- Campionati europei di judo

2007 - Belgrado: argento nella categoria fino a 63 kg.
2008 - Lisbona: bronzo nella categoria fino a 63 kg.
2009 - Tbilisi: oro nella categoria fino a 63 kg.
2011 - Istanbul: bronzo nella categoria fino a 63 kg.
- Giochi del Mediterraneo

2005 - Almería: bronzo nella categoria fino a 63 kg.
2009 - Pescara: oro nella categoria fino a 63 kg.